# Jean Leune

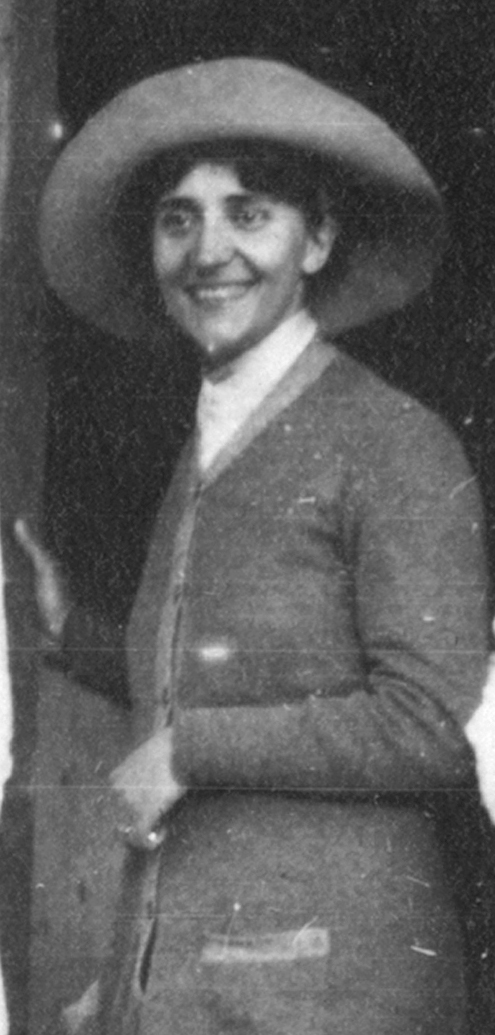
Hélène Vitivilia Leune
Filippiada, Epirus, Grece
décembre 1912.

Jean Victor Charles Edmond Leune est un journaliste et écrivain français, né le 28 décembre 1889 à Saint-Quentin (Aisne) et décédé le 13 mai 1944 pendant son transfert vers Buchenwald.

## Biographie
C'est, en 1911, en qualité de grand reporter, correspondant de guerre pour la revue L'Illustration, que Jean Leune découvre les Balkans. Cette région constitue pour lui une véritable révélation. Lors de la mobilisation en 1914, il sera affecté comme officier dans l'aéronautique, à Salonique. Il restera, après la Guerre, sur place, comme journaliste (grand reporter) au journal L'Illustration, pour le compte duquel il devient le spécialiste de l'Orient dans les années 1920 (articles sur le Caucase, La Mecque, Suez, ...).
Il publiera en outre, après son retour en France, plusieurs ouvrages et romans sur ces régions du monde.
Mobilisé à nouveau, en 1939 comme officier dans l'armée de l'air, il sera, après sa démobilisation, et pour faits de Résistance, arrêté par les Allemands, placé en détention au camp de Drancy puis à Compiègne d'où il partira en déportation pour le camp de Buchenwald. Il mourra d'épuisement pendant ce transfert, et son corps sera brûlé, à l'arrivée du convoi, dans le four crématoire du camp.
Chevalier de la Légion d'honneur en 1920, son nom est inscrit au Panthéon de Paris dans les écrivains mort pour la France.

## Famille
Les Balkans lui donneront sa première épouse (mariage en 1910), Hélène Leune (infirmière française qui mourra en 1940 dans les bombardements de Vitry-le-François) et eut une fille Irène, née à Salonique en 1917. Irène Leune, qui épousera en 1942 le baron Alfred Testot-Ferry, aviateur et résistant français, est également connue sous le nom d'Irène Terray, derrière lequel elle se cachait pour s'adonner à sa passion : en effet, elle est l'une des premières femmes pilote de rallye à succès dans les années 1950 (nombreuses Coupe des Dames à Liège-Rome-Liège, rallye Monte-Carlo).